# Тенис
Тени́с (с тюрк. тениз — «большое озеро, море») — озеро в России, находится в Крутинском районе Омской области. Входит в состав Больших Крутинских озёр (Ик, Салтаим, Тенис). Соединено с озером Салтаим.
Площадь 118 км². Высота над уровнем моря — 98 м.
В озеро Тенис впадают реки Карасук, Балка сухая, Тлеутсай, через него протекает река Оша.

## Этимология
Название озера происходит от тюркского тениз — «большое озеро, море».

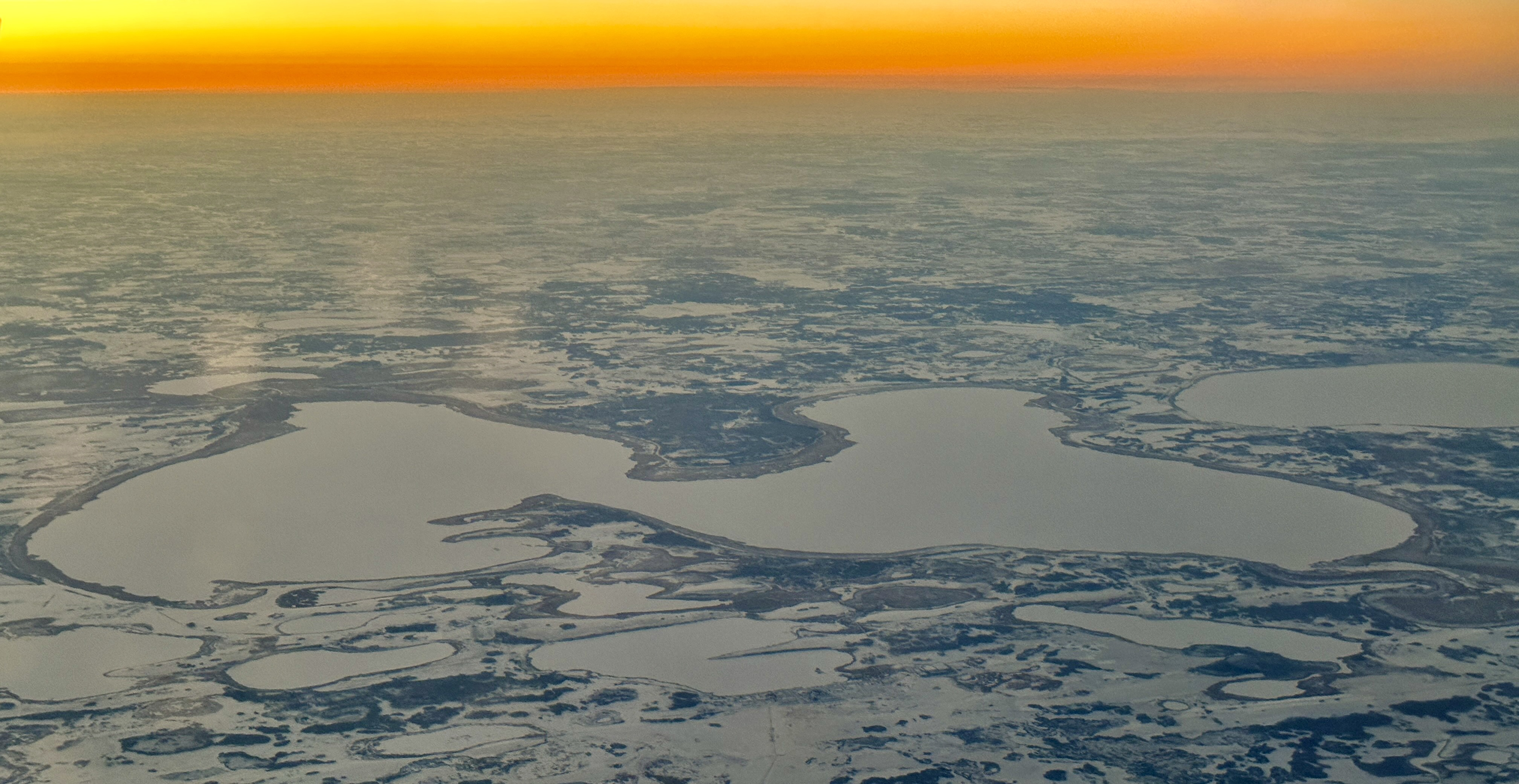
Вид с самолёта. Слева направо (с востока на запад): Тенис, Салтаим, Ик.

## Животный мир
На озере гнездятся редкие птицы (пеликан кудрявый и др.). Озеро богато рыбой (карп, судак и др.).

## Ближайшие населённые пункты
Деревни Усть-Логатка, Мысы, Берёзово и Калугино.